# Fritz Thyssen
Fritz Thyssen (9 de noviembre de 1873 - Buenos Aires, 8 de febrero de 1951) fue un industrial y magnate alemán nacionalizado argentino, hijo y heredero de August Thyssen, afiliado al partido nazi de Adolf Hitler. Durante la Primera Guerra Mundial, los Thyssen, especializados en el acero, producían armas y municiones para el ejército alemán.

## Biografía

### Juventud
Fritz Thyssen nace en Mülheim en la región del Ruhr. Su padre, August Thyssen (1842-1926), era cabeza de las Empresas Thyssen de minería y de acería, que habían sido fundadas por su padre Friedrich Thyssen y tenían su base en la ciudad de Duisburgo. 
Thyssen estudia minería, metalurgia y siderurgia en Londres, Lieja y Berlín, y después de un corto periodo de servicio en el Ejército Alemán, se une al negocio familiar. Su hermano menor Heinrich decide irse de Alemania y emprender negocios por su cuenta (más tarde se casará en Hungría con la baronesa Margarita Bornemisza, dando así origen a la rama de los barones Thyssen-Bornemisza).
El 18 de enero de 1900, Fritz se casa en Düsseldorf con Amelie Helle o Zurhelle (Mülheim am Rhein, 11 de diciembre de 1877 – Puchdorf bei Straubing, 25 de agosto de 1965), hija de un empresario. Su única hija, Anna (Anita) —luego Anita Gräfin Zichy-Thyssen—, nace en 1909. Thyssen nuevamente se enrola en el ejército en 1914, pero rápidamente es dado de baja por su condición pulmonar.

### La República de Weimar
Fritz Thyssen fue un político conservador y un nacionalista alemán. En 1923, cuando Francia y Bélgica ocuparon la cuenca del Ruhr como castigo por el impago por parte de Alemania de las sanciones dispuestas en el Tratado de Versalles, se unió a la resistencia nacionalista, liderando a los empresarios de la metalurgia en el rechazo a cooperar en la producción de carbón acero para ellos. Como consecuencia fue arrestado y encarcelado, lo que le convirtió en un héroe nacional. A lo largo de los años veinte, las empresas de Thyssen continuaron su expansión. Thyssen tomó el control de las empresas de su padre a su muerte en 1926 y en 1928 creó la Vereinigte Stahlwerke AG, llegando a controlar más del 75 % de las reservas de acero de Alemania, dando empleo a más de 200 000 personas. Thyssen jugó un papel destacado en la vida empresarial alemana, como jefe de la asociación de industrias del acero y la asociación alemana de industrias, siendo miembro del banco central (Reichsbank).
En 1923, Thyssen se reunió con el antiguo General Erich Ludendorff, el cual le recomendó asistir a un discurso de Adolf Hitler, líder del partido "nazi". Thyssen quedó impresionado por Hitler y su drástica oposición al Tratado de Versalles, tras lo cual comenzó a realizar importantes donaciones de dinero al partido, incluyendo 100 000 marcos oro en 1923 para Ludendorff. En este aspecto se diferenció del resto de empresarios, en su mayoría conservadores que miraban a los nazis con sospechas. Investigaciones posteriores a la Segunda Guerra Mundial descubrieron que Thyssen había donado 650 000 marcos a los partidos de la derecha, principalmente a los nazis, a pesar de que el propio Thyssen declaraba haber donado 1 millón de marcos al partido nazi. Thyssen permaneció como miembro del Partido Popular Alemán hasta 1932, año en el cual se afilió al partido nazi.
En noviembre de 1932, Thyssen y Hjalmar Schacht fueron los principales organizadores de una carta al presidente Paul von Hindenburg instándolo a que nombrara canciller a Hitler. Thyssen también convenció a la Asociación de Industriales Alemanes para que donasen 3 millones de marcos al partido nazi en las elecciones de marzo de 1933. En compensación, fue elegido miembro del gobierno y formó parte del Consejo de Estado de Prusia (en ambos casos de forma meramente honoraria).

### Alemania Nazi
Con las Machtergreifung (toma del poder nazi), sin embargo, Thyssen comenzó a tener dudas. Aunque aplaudió la supresión del Partido Comunista de Alemania, el Socialdemócrata y los gremios, se molestó por la extrema violencia de las tropas de asalto del Partido Nazi SA. En 1934 fue uno de los líderes empresariales en persuadir a Hitler en suprimir las SA, que habían comandado la "noche de los cuchillos largos". Thyssen se horrorizó con los asesinatos simultáneos de varias figuras conservadoras esa noche, entre otros de Kurt von Schleicher.
Thyssen acepta la exclusión de los judíos de la vida empresarial y profesional de los nazis, y despide a sus propios empleados judíos, pero no comparte la violencia antisemita de Hitler. Como católico, también objetó la  represión creciente sobre la Iglesia católica, con quienes se buscó la paz después de 1935: en 1937 envía una carta a Hitler, protestando la persecución de cristianos en Alemania. El punto de quiebre para Thyssen fue el violento pogrom contra los judíos en noviembre de 1938 conocida con la Kristallnacht (Noche de los cristales rotos), que causó su renuncia al Consejo de Estado. Hacia 1939 fue duramente crítico con las políticas económicas del régimen, que se subordinaron al rearmamento en preparación a la guerra.

### Segunda Guerra Mundial
El 1 de septiembre de 1939 se produce la invasión alemana de Polonia de 1939. Thyssen envía a Hermann Göring un telegrama señalando su oposición a la guerra, y rápidamente se exilia a Suiza con su familia. Es expulsado del "Partido Nazi" y de la Reichstag, y su empresa es nacionalizada. En 1940 Thyssen busca refugio y se muda a Francia, comenzando los trámites migratorios a Argentina,  pero es capturado por los nazis durante la ocupación de Francia mientras visitaba a su madre enferma en Bélgica. Es arrestado por la Francia de Vichy y llevado a Alemania, donde es confinado, primero en un Sanatorio cerca de Berlín, y desde 1943 en el campo de concentración de Sachsenhausen. Su mujer Amelie en vez de escapar a Argentina, se une a su esposo y pasan toda la guerra en el campo de concentración juntos.  En febrero de 1945 es enviado al campo de concentración de Dachau. Es comparativamente bien tratado y transferido al Tirol (Austria) a fines de abril de 1945 junto con otros prominentes personajes, donde la SS deja a los prisioneros allí. Es liberado por el Quinto Cuerpo del Ejército de EE. UU. el 5 de mayo de 1945.

### Últimos años
Mientras Thyssen estaba prisionero de los alemanes, se publica una "autobiografía"  publicada en EE. UU. en 1941 bajo el título I Paid Hitler (Yo pagué a Hitler). El libro es escrito por el periodista Emery Reves, basado parcialmente en memorias dictadas por Thyssen, aunque conteniendo mucho material inventado o exagerado por Reves. Después de la guerra Thyssen disputa la autenticidad de tal texto, y esto fue tomado favorablemente por el tribunal de postguerra de desnazificación.
Thyssen aceptó responsabilidades por los malos tratos ejercidos por sus compañías contra los judíos en los años 30, aunque se negó a involucrarse en el empleo de esclavos durante la guerra. Thyssen dispuso pagar 500 000 marcos como compensación a los afectados de sus acciones. En enero de 1950 migra con su esposa a Buenos Aires, donde fallece al año siguiente. Thyssen fue sepultado en el mausoleo familiar en Mülheim.
En 1959 su viuda Amélie Thyssen y la hija Anita condesa de Zichy-Thyssen establecieron la "Fundación Fritz Thyssen" para el avance de la ciencia y de las humanidades con un capital de 100 millones de marcos. Amélie Thyssen falleció en 1965. La condesa Anita Zichy-Thyssen continuó en la Fundación hasta su deceso en 1990. La familia no tiene poder de decisión en la Fundación.